# 송정항 (울주군)
송정항(松亭港)은 울산광역시 울주군 서생면 대송리에 위치한 어항이다. 2004년 9월 23일 어촌정주어항으로 지정되었다. 관리청은 울주군청이다.

## 어항 시설
방파제, 물양장, 선양장, 낚시터가 설치되어 있다.

## 낚시 정보
송정항내 유료낚시터가 있다.